# Prysłucz (obwód chmielnicki)
Prysłucz (ukr. Прислуч) – wieś na Ukrainie, w obwodzie chmielnickim, w rejonie szepetowskim, w hromadzie Połonne. W 2001 liczyła 713 mieszkańców, spośród których 709 wskazało jako ojczysty język ukraiński, a 4 rosyjski.